# رامش اکبری
 رامش الیزا اکبری سیاستمدار آمریکایی و عضو سنای تنسی از حوزه ۲۹ از سال ۲۰۱۹ است. وی پیش از این عضو مجلس نمایندگان تنسی از حوزه ۹۱ بود. وی در حال حاضر به عنوان عضو کمیته عدالت کیفری، کمیته آموزش و مدیریت و برنامه‌ریزی و سوکمیته عدالت کیفری خدمت می‌کند. وی عضو حزب دموکرات است.

## زندگی‌نامه
اکبری، که یک خواهر دوقلو به نام رومینا دارد، دختر دو فناور است. پدر او متولد ایران و مادرش اهل ممفیس است. اکبری فارغ‌التحصیل سال ۲۰۰۲ دبیرستان کوردووا در ممفیس، تنسی است. او در دانشگاه واشینگتن در سنت لوئیز، میسوری حضور یافت و در سال ۲۰۰۶ با لیسانس مطالعات آمریکایی آفریقایی و ماینر علوم سیاسی فارغ‌التحصیل شد. در سال ۲۰۰۹ اکبری جی دی خود را از مدرسه حقوق دانشگاه سنت لوئیس دریافت کرد. وی در حال حاضر امور حقوقی و منابع انسانی را برای شرکت اکبری - یک کسب و کار کوچک که توسط والدینش در سال ۱۹۸۱ تأسیس شده، اداره می‌کند.